# Позитивная свобода
Позитивная свобода в политической философии характеризуется как возможность и наличие ресурсов для реализации своего собственного потенциала (это может подразумевать и свободу от внутренних барьеров); используется в качестве противопоставления негативной свободе, которая является свободой от внешних ограничений и насильственного вмешательства других людей.
Неотъемлемой частью концепции позитивной свободы является представление о том, что свобода определяется способностью граждан принимать участие в управлении или в добровольной кооперации (в случае с анархистами).
Исайя Берлин в своём эссе «Две концепции свободы» (1958) пишет о том, что позитивное значение свободы

…подразумевается в ответе на вопрос: «Что или кто служит источником контроля или вмешательства и заставляет человека совершать это действие, а не какое-нибудь другое, или быть таким, а не другим?».
Позитивное понятие свободы является центральной идеей социал-либерализма (в США также используют сокращенное название — либерализм), что отличает его от классического либерализма и либертарианства. Также представления о позитивной свободе оказали влияние на политическую философию социал-демократии.

## Обзор
Исайя Берлин выделял два основных типа свободы. Такое утверждение как «Я никому не раб» Берлин описывал как характерное для негативной свободы, то есть свободы от прямого вмешательства со стороны другого индивида. В качестве противопоставления Берлин использовал присущее позитивной свободе утверждение «Я сам себе хозяин», заявление о свободе выбора своего собственного пути в жизни.
Чарльз Тэйлор поясняет, что негативная свобода представляет собой идею «возможности» («opportunity-concept»), когда индивид обретает негативную свободу в том случае, если не порабощен внешними силами и имеет равный доступ к общественным ресурсам (независимо от того, как он решает проводить своё время). Позитивная свобода, утверждает Тэйлор, опирается на идею «осуществления» («exercise-concept»): обладание позитивной свободой может означать, что индивид свободен внутренне и должен быть способен благоразумно действовать в соответствии со своим «Я». Предположим, богатый и влиятельный деятель является одновременно наркоманом. Он может обладать большой негативной свободой, но иметь очень мало позитивной свободы, согласно Тэйлору. Позитивная свобода влечет за собой пребывание в положении взрослого, зрелого человека, способного принимать решения, свободного от внутренних ограничителей (слабость, страх, невежественность и т. п.).